# Shlomo Glickstein
Shlomo Glickstein, Hebreeuws: שלמה גליקשטיין , (Rehovot, 6 januari 1958) is een voormalig proftennisser uit Israël. In november 1982 was hij het nummer 22 van de wereld, na Amos Mansdorf de hoogste notering van een Israëlisch tennisser op de wereldranglijst.

## Loopbaan
Glickstein won in 1977 als 19-jarige het Israëlisch tenniskampioenschap en won dit ieder daaropvolgend jaar tot en met 1985. Hij was de eerste Israëlische tennisser die zich kwalificeerde voor internationale toernooien en die het Israëlisch tennis daarmee op internationaal niveau wist te brengen.
Shlomo heeft anno 2009 de meeste Davis Cup-wedstrijden voor Israël gewonnen: 44 wedstrijden ten opzichte van 22 verloren wedstrijden. Dat zijn twee keer zoveel gewonnen wedstrijden als nummer twee, Amos Mansdorf. 
Zijn beste resultaat op de grandslamtoernooien was het bereiken van de finale van het mannendubbelspel op Roland Garros in 1985 waarin hij samen met zijn Zweedse tennispartner Hans Simonsson van het Australische duo Mark Edmondson en Kim Warwick verloor.

## Palmares

### Enkelspel
| Nr.                          | Datum      | Toernooi         | Ondergrond    | Tegenstander in finale | Score         |         |
| ---------------------------- | ---------- | ---------------- | ------------- | ---------------------- | ------------- | ------- |
| gewonnen finales             |            |                  |               |                        |               |         |
| 1.                           | 1980-01-06 | ATP Hobart       | Hardcourt     | Robert Van't Hof       | 7-6, 6-4      | details |
| 2.                           | 1981-08-02 | ATP South Orange | Gravel        | Dick Stockton          | 6-2, 5-7, 6-4 | details |
| verloren finales             |            |                  |               |                        |               |         |
| 1.                           | 1980-09-08 | ATP Bournemouth  | Gravel        | Angel Gimenez          | 6-3, 3-6, 3-6 | details |
| 2.                           | 1980-10-06 | ATP Tel Aviv     | Hardcourt     | Harold Solomon         | 2-6, 3-6      | details |
| 3.                           | 1982-10-31 | ATP Keulen       | Hardcourt (i) | Kevin Curren           | 6-2, 2-6, 3-6 | details |
| gewonnen finales challengers |            |                  |               |                        |               |         |
| 1.                           | 1983-04-11 | Asjkelon         | Hardcourt     | Amos Mansdorf          | 6-3, 6-3      |         |
| 2.                           | 1985-04-21 | Jeruzalem        | Hardcourt     | Brad Drewett           | 6-4, 6-3      |         |

### Mannendubbelspel
| Nr.                          | Datum      | Toernooi         | Ondergrond | Partner         | Tegenstanders in finale        | Score              |         |
| ---------------------------- | ---------- | ---------------- | ---------- | --------------- | ------------------------------ | ------------------ | ------- |
| verloren finales             |            |                  |            |                 |                                |                    |         |
| 1.                           | 1981-04-06 | ATP Johannesburg | Hardcourt  | David Schneider | Bernard Mitton Raymond Moore   | 5-7, 6-3, 1-6      | details |
| 2.                           | 1981-07-05 | ATP München      | Gravel     | Eric Fromm      | David Carter Paul Kronk        | 3-6, 4-6           | details |
| 3.                           | 1981-08-02 | ATP South Orange | Gravel     | David Schneider | Fritz Buehning Andrew Pattison | 1-6, 4-6           | details |
| 4.                           | 1982-11-29 | ATP Johannesburg | Hardcourt  | Andrew Pattison | Brian Gottfried Frew McMillan  | 2-6, 2-6           | details |
| 5.                           | 1983-01-30 | ATP Guaruja      | Hardcourt  | Van Winitsky    | Tim Gullikson Tomáš Šmíd       | 7-5, 6-7, 3-6      | details |
| 6.                           | 1985-04-07 | ATP Monte Carlo  | Gravel     | Shahar Perkiss  | Pavel Složil Tomáš Šmíd        | 2-6, 3-6           | details |
| 7.                           | 1985-06-09 | Roland Garros    | Gravel     | Hans Simonsson  | Mark Edmondson Kim Warwick     | 3-6, 4-6, 7-6, 3-6 | details |
| gewonnen finales challengers |            |                  |            |                 |                                |                    |         |
| 1.                           | 1988-04-17 | Jeruzalem        | Hardcourt  | Shahar Perkiss  | Menashe Tzur Ohad Weinberg     | 3-6, 6-3, 6-3      |         |

## Resultaten grandslamtoernooien
| Legenda | Legenda                          |
| ------- | -------------------------------- |
| g.t.    | geen toernooi gehouden           |
| l.c.    | lagere categorie                 |
| –       | niet deelgenomen                 |
| G       | uitgeschakeld in de groepsfase   |
| 1R      | uitgeschakeld in de eerste ronde |
| 2R      | uitgeschakeld in de tweede ronde |
| 3R      | uitgeschakeld in de derde ronde  |
| 4R      | uitgeschakeld in de vierde ronde |
| KF      | uitgeschakeld in de kwartfinale  |
| HF      | uitgeschakeld in de halve finale |
| F       | de finale verloren               |
| W       | het toernooi gewonnen            |
| w-v     | winst/verlies-balans             |

### Enkelspel
| Toernooi        | 1979 | 1980 | 1981 | 1982 | 1983 | 1984 | 1985 | 1986 |
| --------------- | ---- | ---- | ---- | ---- | ---- | ---- | ---- | ---- |
| Australian Open | 3R   | 3R   | KF   | –    | –    | 1R   | 2R   | –    |
| Roland Garros   | –    | 1R   | 2R   | 1R   | 3R   | 1R   | 1R   | –    |
| Wimbledon       | –    | 2R   | 1R   | 1R   | 1R   | 1R   | 3R   | 1R   |
| US Open         | –    | 2R   | 2R   | 2R   | 2R   | 1R   | 1R   | 1R   |

### Mannendubbelspel
| Toernooi        | 1979 | 1980 | 1981 | 1982 | 1983 | 1984 | 1985 | 1986 |
| --------------- | ---- | ---- | ---- | ---- | ---- | ---- | ---- | ---- |
| Australian Open | 3R   | –    | 2R   | –    | –    | 3R   | 2R   | –    |
| Roland Garros   | –    | 1R   | 1R   | 3R   | KF   | HF   | F    | 2R   |
| Wimbledon       | –    | –    | –    | –    | –    | –    | 1R   | 1R   |
| US Open         | –    | 1R   | –    | 3R   | 1R   | 2R   | –    | 1R   |